# Dakarou Jiran Torri
Dakarou Jiran Torri (auch: Dakarou, Dakorou, Dokourou) ist ein Dorf im Arrondissement Zinder V der Stadt Zinder in Niger.

## Geographie
Das von einem traditionellen Ortsvorsteher (chef traditionnel) geleitete Dorf befindet sich südöstlich des Stadtzentrums im ländlichen Gemeindegebiet von Zinder, der Hauptstadt der gleichnamigen Region Zinder. Zu den Nachbarorten von Dakarou Jiran Torri zählen das Dorf Dinney Bougage im Nordosten, der Weiler Doutsi im Südosten, das Dorf Garin Idéli im Süden und das Dorf Réréwa hinter dem Weiler Garin Tallé im Westen.
Wie im gesamten Gemeindegebiet von Zinder herrscht das Klima der Sahelzone vor, mit einer durchschnittlichen jährlichen Niederschlagsmenge zwischen 300 und 400 mm.

## Bevölkerung
Bei der Volkszählung 2012 hatte Dakarou Jiran Torri 975 Einwohner, die in 169 Haushalten lebten. Bei der Volkszählung 2001 betrug die Einwohnerzahl 414 in 74 Haushalten.

## Wirtschaft und Infrastruktur
Es gibt eine Schule im Dorf.